# بنوموسی
محمد،  احمد و حسن سه پسر موسی بن شاکر خراسانی که از دانشمندان و مهندسان ایرانی و مسلمان قرن سوم هجری (قرن نهم میلادی) و از پیشروان نهضت ترجمه بوده‌اند.
ایشان اختراعات زیادی در مهندسی مکانیک سیالات و خودکارسازی داشته‌اند که بعدها توسط دانشمندان اروپایی مورد اقتباس قرار گرفته‌است.
محمد محقق و مترجم اقلیدس و کتاب مجسطی بطلمیوس بوده و منطق نیز می‌دانسته‌است. احمد در مکانیک و حسن در هندسه وارد بوده‌اند.
احمد اولین مخترع حلقه فیدبک و چندین نوع سوپاپ بوده‌است که در کتاب الحیل شرح داده شده‌اند.

## زندگی
بنوموسی پس از مرگ پدر شهردار بغداد آنها را برای تربیت به یحیی بن ابی منصور رئیس دارالحکمه سپرد.
در دارالحکمه با یادگیری زبان یونانی در ترجمه آثار یونانی به عربی شرکت کردند.
آنها پس از مرگ مأمون به کار تحت حکومتهای معتصم، واثق و متوکل ادامه دادند.
در زمان حکومت واثق و متوکل رقابت‌های داخلی در بیت الحکمه پدید آمد. در یک موقع، بنی موسی با الکندی دشمن شدند و در تعقیب او توسط متوکل نقش داشت.
آنها بعدها توسط متوکل برای ساختن کانال شهر جعفریه به کار گرفته شدند.
تألیفات ریاضی، نجومی، و مکانیکی متعددی بدیشان منسوب است، مهم‌ترینشان کتاب الفرسطون، کتاب مساحةالاءکر و قِسمةالزوایا بثلاثة اقسام متساویة و وضع مقدار بین المقدارین لتتوالی علی قسمة واحدة می‌باشد.
تثلیث سینماتیکی زاویه و ترسیم بیضی به طریق معروف به باغبانی در کتاب الشکل المدور المستطیل (به وسیلهٔ یک ریسمان متصل به دو کانون) از ابداعات ایشان است.

## فعالیتهای اکتشافی و مهندسی
بسیاری از امور ساخت و مهندسی به ایشان ارجاع می‌شد که از آن میان به نظارت آنها بر حفر بعضی از نهرهای بزرگ چون نهر جعفریه و نهر عمودابن منجّم در نزدیکی بصره می‌توان اشاره کرد.
ابن خرداذبه (ص ۱۰۶) و مسعودی (ص ۱۳۴) می‌نویسند که واثق، خلیفة عباسی، محمدبن موسی را برای تحقیق دربارة اصحاب کهف به سرزمین روم اعزام کرد.
مقدسی (ص ۲۷۷) روایت می‌کند که واثق محمد بن موسی را برای تحقیق دربارة دیوار ذی القرنین یا سد یأجوج و مأجوج به خزران فرستاد.

دیوار گرگان که محمد بن موسی بدستور خلیفه در مورد آن تحقیق کرد

دیوار ذوالقرنین یا دیوار گرگان گفته شده این دیوار در ناحیه دریای خزر ایجاد شده و هدف آن سد کردن اقوام ترک و مغول از یورش به ایران بوده‌است. بقایای دیوار هنوز در شهر دربند موجود هستند.

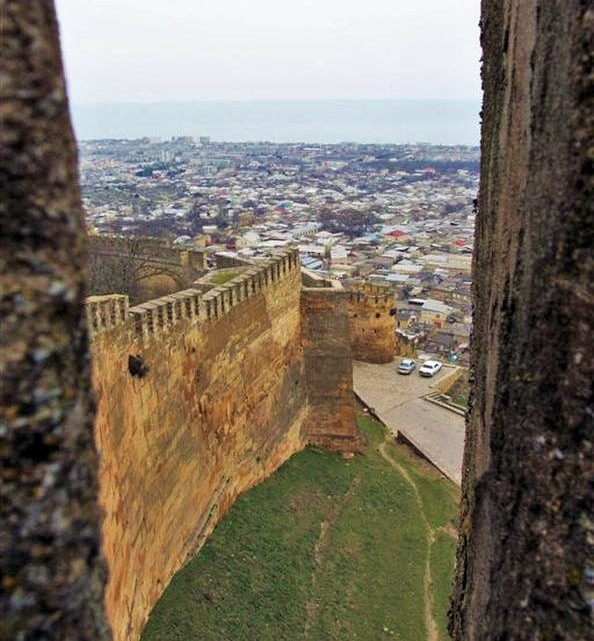
بقایای دیوار در شهر دربند

## حمایت از نهضت ترجمه
ارثیه هنگفت پدر به این برادران کمک کرد تا حامی مالی بسیاری از مترجمان شوند و از ثروت خود مبالغ زیادی به مترجمان حقوق پرداخت می‌کردند. به این ترتیب ایشان از شخصیتهای مهم نهضت ترجمه می‌باشند.
آنها برای یافتن متون سفرهایی به غرب انجام دادند که در یکی از این سفرها، محمد ریاضیدان و مترجم معروف ثابت بن قره را ملاقات و به خدمت گرفت. در مقطعی دیگر حنین بن اسحاق و حبیش‌ بن حسن نیز بخشی از تیم آنها شدند.
حقوق ماهیانه یک مترجم یونانی به عربی تا حدود ۵۰۰ دینار ذکر شده که معادل امروزی حقوق یک مهندس ارشد است. اگر تلاش این برادران نبود، بسیاری از متون یونانی از بین می‌رفت و فراموش می‌شد.

## روش مستقل علمی
یونانیان حجم و مساحت را به‌طور نسبی بیان می‌کردند درصورتیکه بنو موسی واحدهای اندازه‌گیری مساحت و محیط و حجم بکار می‌بردند که ثابت می‌کند آنها فقط مترجم و دنباله روی یونانیان نبودند.

## رصدخانه
محمد رصدخانه ای در دارالتاج در نزدیکی دجله می‌سازد و در آنجا به تحقیقات نجومی خود می‌پردازد.

## اختراعات مکانیکی
احمد بن موسی بیشتر به وسائل مکانیکی و ظروف مرتبط علاقه داشته و اختراعاتی همچون آبشخور حیوانات که به‌طور خودکار پر می‌شود یا چراغی که به‌طور خودکار سوخت آن تجدید می‌شود. دستگاه آبیاری خودکار زمین.. لامپی که به‌طور مکانیکی نورش کم و زیاد می‌شده … بیل مکانیکی و فواره‌های متناسب … وی اختراعات خود را در «کتاب الحیل» شرح داده‌است.

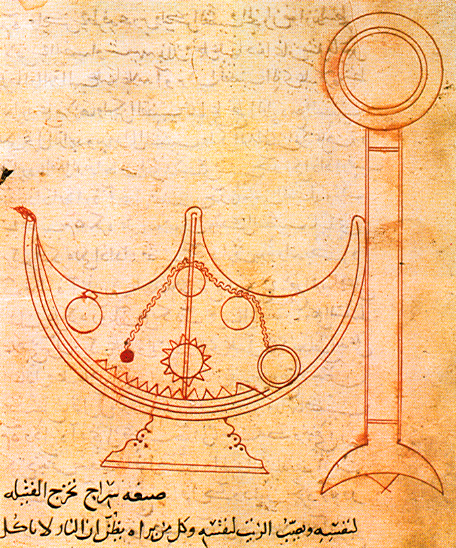
چراغی که توسط یک شناور با پایین رفتن سطح سوخت به‌طور خودکار فتیله خود را پاپین می‌کشد.

وی و برادرش محمد دستگاهی ساختند که باموتور آبی کار می‌کرد و همزمان بر روی خود طلوع و افول هر ستاره ای را نشان می‌داد. آنرا در جلوی رصدخانه سامرا به نمایش گذاشته بودند. ابن ربن طبری گزارش دقیق راجع به آن ارائه داده‌است.

### فهرست اختراعات مکانیکی
در کتاب الحیل ۱۰۰ طرح آمده که ۲۵ تا از آنها از یونان باستان اقتباس شده و مابقی ابتکار خود بنوموسی بوده‌اند. از جمله:
1. سیفون یا آبدزد ساده
2. چراغی که شعله‌اش خودکار تنظیم می‌شود و سوخت می‌گیرد.
3. یک نوع دَم برای بیرون کردن هوای آلوده از چاه‌ها
4. چنگال مکانیکی
5. تنگی که دو مایع پشت سر هم در آن ریخته می‌شود و سپس این دو مایع را به‌تناوب و به مقدار معلوم تخلیه می‌کند.
6. سطل‌هایی که دائماً از آب پر می‌شوند مگر آن‌که مقدار زیادی آب از آن‌ها برداشته شود.
7. فواره‌هایی که شکل آن‌ها به تناوب دگرگون می‌شود.
8. جام عدل یا همان کاس‌العدل است و در تعریف آن گفته شده جامی است که در آن می‌توان مقداری آب ریخت و اگر یک مثقال آب به آن اضافه شود، همه آب از آن خارج می‌شود.
9. شیر یا سوپاپ مخروطی که قرنها بعد در طراحیهای داوینچی بکار رفت.
10. پانصد سال قبل از اروپاییان میل لنگ را به کار برده‌اند.
11. مدل مکانیکی منظومه شمسی که روی آن صورت‌های فلکی و وب‌ها آمده بود. با نیروی آب کار می‌کرد و هرگاه وب ای را در حال غروب نشان می‌داد، همان وب در همان زمان در آسمان در حال غروب دیده می‌شد.

## کتابها

### معرفت مساحات الاشکال
معروف‌ترین اثر انها کتاب اندازه‌گیری  اشکال صفحه ای و کروی (کتاب معرفت مساحات الاشکال) است که نتایج ارشمیدس (اندازه‌گیری دایره‌ها، کره‌ها و استوانه‌ها) را در بر می‌گیرد و توسعه می‌دهد. نسخه های خطی کتاب در آکسفورد، پاریس، برلین، استانبول و رامپور در هند موجود است.این اثر در قرن دوازدهم توسط جرارد کرمونا به لاتین Verba filiorum (Liber trium fratum de geometria) ترجمه شد که نسخه‌های خطی آن در پاریس، مادرید، بازل، تورون و آکسفورد باقی مانده است.
آنها در این کتاب از روش اگزوز Eudoxos استفاده کردند، که ارشمیدس نیز از آن استفاده کرده بود منتها برای مقدار مساحت ها و حجم ها برخلاف سنت یونانی که از نسبت مساحت و حجم اجسام مختلف نسبت به یکدیگر استفاده میکرد مقادیر عددی بکار بردند.
این کتاب همچنین شامل قضیه هرون بود که آن را به ارشمیدس نسبت دادند و روشی برای تقسیم زاویه به سه با استفاده از روش سینماتیکی ابداع کردند.
آنها همچنین نسخه‌ای از بخش‌های مخروطی آپولونیوس را منتشر کردند که شامل تنها بخش باقی‌مانده از کتاب‌های پنجم تا هفتم بود.
تفسیری ارائه کردند که به پیشنهاد آنها توسط ثابت بن قره کتاب‌های پنجم تا هفتم به عربی ترجمه شدند.

### در نجوم
آنها به عنوان منجمان، عرض جغرافیایی را از طرف خلیفه تعیین کردند، از رصد ماه گرفتگی همزمان در بغداد و سامرا، طول را تعیین کردند و طول سال را تعیین کردند.
محمد چندین کتاب در مورد نجوم نوشت، از جمله حرکت کرات آسمانی که در آن از کلودیوس بطلمیوس انتقاد می کند.
کتاب حرکت اول کره آسمانی (کتاب حرکات الفلک الاولا)، حاوی نقد منظومه بطلمیوسی. محمد در این کتاب وجود کره نهم بطلمیوسی را که بطلمیوس فکر می‌کرد مسئول حرکت بود، انکار کرد.
کتاب اثبات ریاضی هندسه که در خارج از کره ستارگان ثابت کره نهم وجود ندارد، اثر احمد.
کتاب بنای اسطرلاب به نقل از بیرونی.[2]
کتاب سال شمسی از قدیم به ثابت بن قره نسبت داده شده است، اما تحقیقات اخیر نشان داده است که این کتاب در واقع توسط بنی موسی بوده است.
درباره رؤیت هلال، اثر محمد.
کتاب آغاز جهان، اثر محمد.
کتاب حرکت کرات آسمانی (کتاب حرکات الافلاک)، اثر محمد.
کتاب نجوم (کتاب الحیاء)، اثر محمد.
کتاب زیج، اثر احمد
کتاب دیگری از زیج که در ذیل بنی موسی ذکر شده توسط ابن یونس ذکر شده است.

### در هیئت
ترجمه یک اثر چینی در مورد ماهیت علائم زودیاک
کتاب الدراج (کتاب درجات) تألیف احمد.

### کتاب الحیل
کتاب اختراعات آنها (کتاب الحیل) در 850 مورد، حدود صد دستگاه مصور، از جمله بسیاری از دستگاههای خودکار را فهرست کرده است. این کتاب تا حدی از هرون اسکندریه و فیلو بیزانسی و  منابع فارسی، هندی و چینی، الهام گرفته است ولی البته حاوی بسیاری از اختراعات خود آنها به ویژه در مورد مکانیسم‌های کنترل خودکار است. کتاب اثر احمد است و دست نوشته هایش در برلین و واتیکان موجود هستند.

### بقیه آثار
آنها تقریباً بیست کتاب نوشتند، اما اکثر آنها (به جز سه تا) گم شده اند. از جمله تفسیری بر بخشهای مخروطی آپولونیوس و کتابی در مورد تئوری موسیقی.